# Большой Кочмес
Большо́й Кочме́с — река в Республике Коми, левый приток реки Уса (бассейн Печоры).
Длина — 198 км, площадь бассейна — 1890 км². Питание смешанное.
Крупнейший приток — Малый Кочмес (правый).
Большой Кочмес начинается у подножия западных склонов Приполярного Урала. В верховьях течёт на север по ненаселённой местности, в среднем течении разворачивается на юго-запад и течёт вдоль железной дороги Котлас — Печора — Воркута от станции Петрунь до станции Байдук. Ещё ниже река разворачивается на северо-запад и вскоре впадает в Усу около деревни Кочмес. Почти на всём протяжении, особенно в низовьях, течёт среди болот и озёр. Русло чрезвычайно извилисто.

## Гидрология
| Средний расход воды (м³/с) реки Большой Кочмес по месяцам с 1964 по 1998 гг. (замеры производились на гидрологическом посту в районе посёлка Кочмес (87 км от устья)) |

## Данные водного реестра
По данным государственного водного реестра России и геоинформационной системы водохозяйственного районирования территории РФ, подготовленной Федеральным агентством водных ресурсов:
- Бассейновый округ — Двинско-Печорский
- Речной бассейн — Печора
- Речной подбассейн — Уса
- Водохозяйственный участок — Уса
- Код водного объекта — 03050200112103000068477